# Bakos Tibor
Bakos Tibor (teljes nevén Bakos Tibor Zsigmond Béla) (Szeged, 1909. június 8. – Budapest, 1998. december) magyar matematikatanár, szakmódszertanos, a matematikatanítás módszertanának kiváló szakértője.

## Életpályája
Bakos (Beck) István (1880–1940) tanár és Derezsán Mária Vilma (1885–1977) gyermekeként született. A szombathelyi főreáliskolában érettségizett 1927-ben, felsőfokú tanulmányokat a Pázmány Péter Tudományegyetem matematika-fizika szakán folytatott, felvételt nyert az Eötvös Kollégiumba. Mesterei a matematika szakon Fejér Lipót és Kürschák József voltak. Tanári pályafutását Sátoraljaújhelyen kezdte, helyettestanári állást kapott a kegyes-tanítórendi reálgimnáziumban. 
1 évig rendes katonai szolgálatát Szombathelyen töltötte, majd Pécsett tanított. 1938-ban nősült meg, házasságából egy leánygyermek született, aki majd az 1950-es évek második felében felsőfokú tanulmányokat a budapesti Képzőművészeti Főiskolán folytatott.
1939-ben bekerült a szegedi Baross Gábor Gyakorló Gimnáziumba, eközben tanított a szegedi Pedagógiai Főiskola matematika tanszékén is. A Délvidék visszacsatolása után a zombori, majd az újvidéki gimnáziumba került, végül a második világháború végén hadifogságba esett. A második világháború után ismét a szegedi Baross Gábor Gimnáziumban tanított, 1950-1958-ig a szegedi egyetem Bolyai Intézetének tanársegéde, majd adjunktusa lett Kalmár László mellett.
Bakos kiválóan értett a matematika tanítás módszertanához, éppen ezért 1958-ban Budapestre hívta őt Surányi János matematikus, hogy együtt szerkesszék a KöMaL-t. Nyugdíjazásáig a Középiskolai Matematikai Lapok egyik felelős szerkesztője volt (1958–1974). A szerkesztői munka mellett számos versenybizottságban dolgozott, köztük az Arany Dániel, az OKTV, a Kürschák József tanulmányi versenyeken. A Bolyai János Matematikai Társulat választmányának tagjaként is nagy aktivitást fejtett ki, nem véletlen, hiszen e társulat tevékenységi körébe tartozott és tartozik a tehetséggondozás, a matematikai versenyek szervezése.
1974. július 1-jén ment nyugdíjba, de még nyugdíjasként is gyakorta és hosszabb időn át szerkesztette a Középiskolai Matematikai Lapokat, helyettesítette a külföldi tanulmányúton járó szerkesztőket.

## Munkái (válogatás)
- A számfogalom kialakítása az iskolában, különös tekintettel az egyetemi oktatás igényeire.[Budapest], [1958] 115-135. p. (Klny. a Matematikai Lapokból)
- Középiskolai matematikai versenyek:[6] 1967. Lőrincz Pállal, Tudnády Gáborral. Budapest, 1970. 119 p.
- Középiskolai matematikai versenyek : 1969. Lőrincz Pállal, Tusnády Gáborral. Budapest, 1972. 126 p.
- Középiskolai matematikai versenyek : 1970. Lőrincz Pállal, Tusnády Gáborral. Budapest, 1973. 143 p.
- Ki tud többet a (4x4, 5x5, 6x6 számból álló) bűvös négyzetekről? (kismillió féle 5x5-ös).[7] Budapest, 1998. 79 p. ISBN 963-8051-83-3